# 万沢

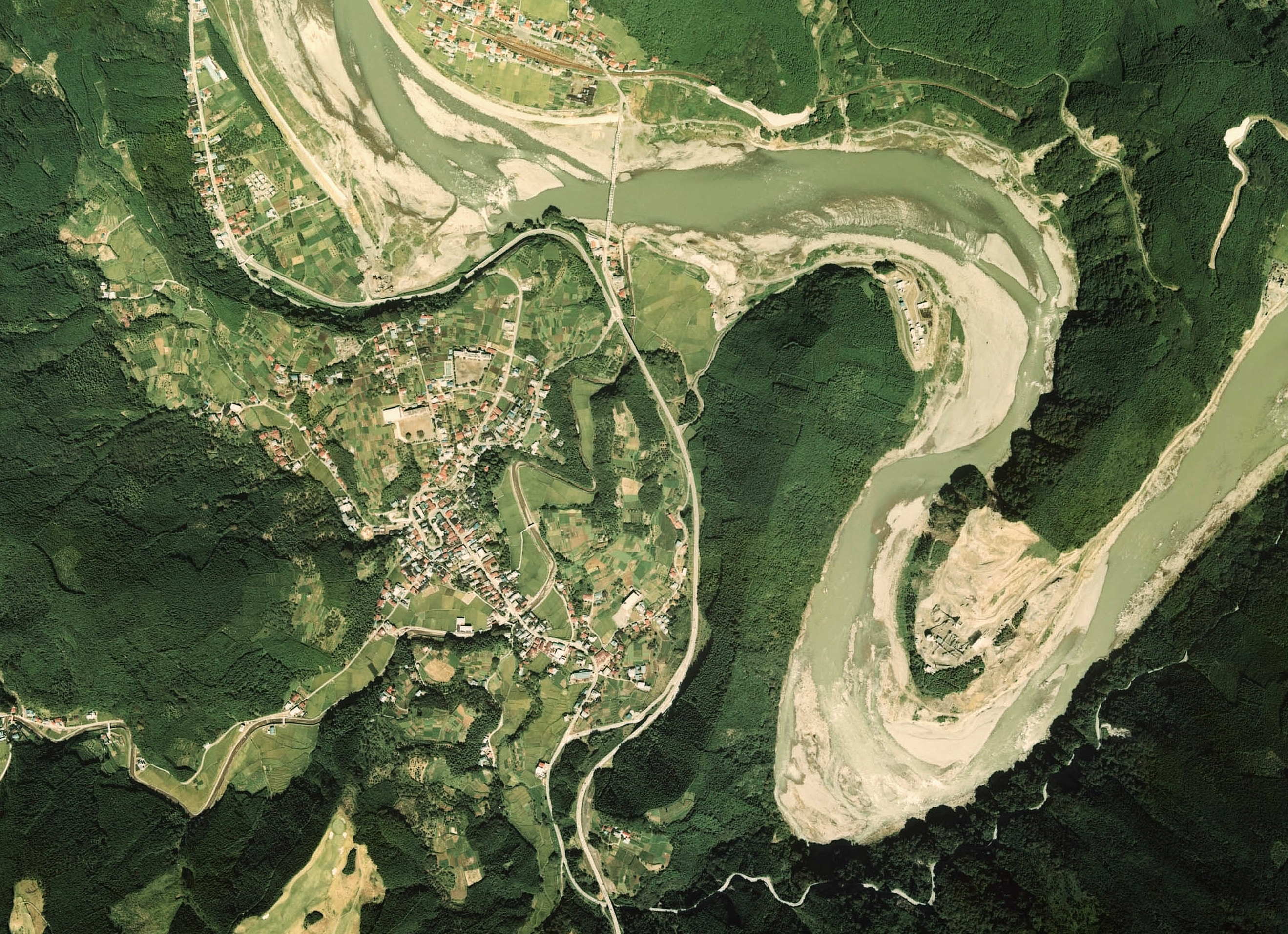
万沢付近の空中写真。
画像中央やや左（西側）の一帯が万沢地区。画像上部中央付近が十島駅。1976年撮影。
。

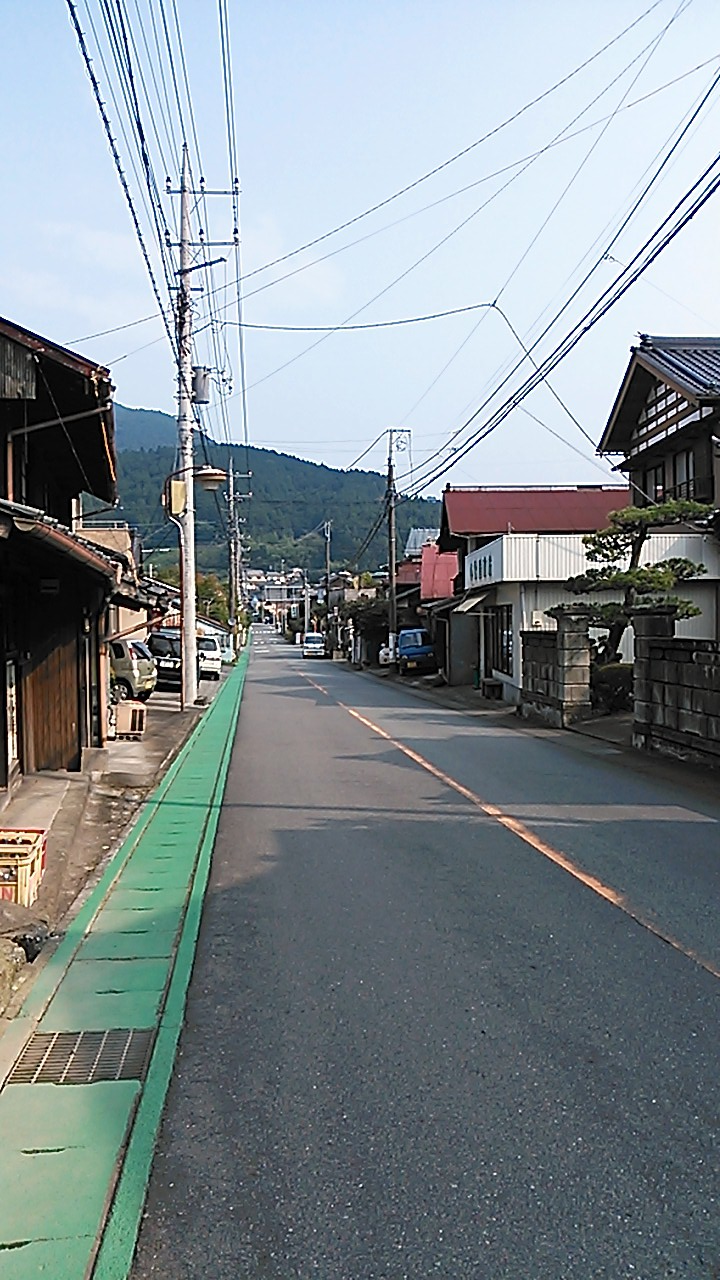
万沢

万沢（まんざわ）は、山梨県南巨摩郡南部町の地名である。郵便番号は409-2103。

## 地理
山梨県と静岡県の県境にあり、富士川の西岸の台地に集落が存在する。戦国時代には国境に存在したため防衛の工夫が施されており、例えば道路に沿って斜めに家を建てて敵の攻撃に備える「武者隠し」と呼ばれる造りが現在も残されている。
かつては駿州往還の宿場町として栄えていたが、対岸に身延線が開通し、また地区を迂回するバイパス道路が整備されたことにより、現在は過疎化に悩まされている。平成22年（2010年）10月11日時点の万沢の人口は1107人、397世帯（人口統計ラボを使用して「万沢朝日」地区、「万沢富士見」地区、「万沢元宿」地区、「万沢新宿」地区、「万沢陵草」地区の5地区の合計）。

## 環境
集落には明治、または大正期に建築されたと見受けられる古い家屋から近年（昭和中期）建築された比較的に新しいものもある（少し離れた場所に増築をしてはいるものの江戸時代に建てられた家屋や土蔵もある。）富士川の対岸にはJR東海管轄の身延線が走り付近には無人駅であるが十島駅が設置されている。また静岡市から身延町、韮崎市を経由し甲府市を結ぶ国道52号もあり、工事なども比較的多く行われている。しかし大雨などの異常気象時には連続降水200ミリで交通規制が行われ、孤立することもある。また僅かなスペースを利用して万沢川流域に田圃が設けられている。南部町山梨県最南端であり、地図を見ると大きく静岡県へ入り込んでいる為に気候は静岡県側に近い。

## 歴史
室町時代から戦国時代にかけて万沢郷（まんざわごう）と呼ばれており、冷泉為和の「為和卿集」にてその名前が登場する。天文4年（1535年）に甲斐国主の武田信虎が度々駿河国へ侵攻し、これに対し駿河国主の今川氏輝も挙兵し8月19日に万沢口で合戦が行われている。その後武田氏と今川氏が和睦し、さらに後北条氏が加わった甲相駿三国同盟が結ばれた後も国境の要衝として砦が設けられ、武田信玄が今川氏を滅ぼした後は駿州往還の整備と共に伝馬宿として万沢宿（まんざわしゅく）が設けられた。江戸時代になってからは万沢宿に口留番所が設けられたほか、南に「長峰三里」、北に「西行峠」と難所が続き、また富士川舟運の中継地でもあったことから多くの旅籠が建てられていた。宝永2年（1705年）の村明細帳によると家数199・人数631・馬64とあり、村内に商人10・酒造3・紺屋2がいた。文化初年（1804年 - 18年）の家数286・人数1,225とある。
1889年（明治22年）の町村制執行により南巨摩郡万沢村となる。（当時の村民は「萬澤村」とも書いた。）1892年（明治25年）ではの統計では全戸数農業を営み、余業として養蚕30・商80・工40であった。1955年（昭和30年）に北隣の富河村と合併して「南巨摩郡富沢町万沢」に、2003年（平成15年）に南部町と富沢町の合併で「南巨摩郡南部町万沢」となり現在に至る。

## 交通

### 道路
- 国道52号：地区を迂回する形で通っている。
- 国道469号：万栄橋を渡り、富士宮市北部や御殿場市へ通じている。
- 山梨県道10号富士川身延線：万沢の中心部を通っている。

### 鉄道
- 南部地区は走っておらず、対岸にある身延線十島駅が最寄駅である。

### 路線バス
- 南部町営バス：万沢地区のバス停には「御屋敷」「宿」など宿場町を連想させる停留所名が存在する。
  - 役場前 ‐ 坂下 ‐ 井出駅 ‐ 十島駅 ‐ 平野 ‐ 中沢 ‐ 屋敷平公民館（主要停留所のみ掲載）

かつては急行バス静岡甲府線の万沢バス停が存在したが、1990年（平成2年）に休止。その後2012年（平成24年）に高速バスとして復活したが、万沢には停車しない。

## 施設

### 寺社・史跡
- 広福寺
- 本光寺
- 顕本寺（鎌倉時代中期には成立）
- 万沢口留番所跡

### 公共
- 南部町役場万沢支所
- 南部町立万沢小学校
- 万沢郵便局

かつては南部町立万沢中学校があったが、2011年3月を以て廃校になった。現在は同地区に住む中学生はスクールバスを使用し南部町立南部中学校へ通学している。

### ゴルフ場
- 富士ロイヤルカントリークラブ
- 隧縁クラブセンチュリー富士コース